# Bitva o Vuhledar
Bitva o Vuhledar bylo vojenské střetnutí mezi ozbrojenými silami Ukrajiny a ozbrojenými silami Ruské federace během ruské invaze na Ukrajinu. Ukrajinští velitelé tuto bitvu označili za dosud největší tankovou bitvu od začátku ruské invaze. Výhodou města Vuhledar je jeho poměrně vysoká nadmořská výška. Město tak má poměrně výhodnou obrannou pozici a je vhodné pro umístění hlavňového a raketového dělostřelectva.

## První bitva

### Březen – říjen 2022
V březnu roku 2022 svedly ruské jednotky a jednotky DLR úspěšnou bitvu o Volnovachu. Ve Vuhledaru severně od Volnovachy se proto ukrajinské jednotky v očekávání ruského útoku připravovaly na obranu města. Ruské jednotky společně s jednotkami DLR na město neúspěšně zaútočily 13. března. V důsledku neúspěšného útoku se frontová linie v průběhu března stabilizovala jižně od města. Dne 7. dubna ruské síly na Vuhledar znovu zaútočily a boje po určitou dobu probíhaly přímo ve městě, ale ukrajinským silám se útok podařilo odrazit.
Ruské síly na město znovu zaútočily 16. května, ale ukrajinským silám se útok podařilo znovu odrazit. Během první poloviny června byla velká část bojů utlumena a strany se omezily na občasné dělostřelecké útoky. Dne 21. června zahájily ukrajinské jednotky protiútok a osvobodily města Pavlivka a Mykilske jižně od Vuhledaru. V následujících dnech ukrajinské jednotky osvobodily osady Schevchenko a Yehorivka. V průběhu srpna ruské síly Vuhledar a okolí těžce ostřelovaly a pokusily se zahájit ofenzív, ale bez výrazného úspěchu.

### Říjen 2022 – leden 2023
V noci z 28. na 29. října ruské jednotky zahájily masivní útok na město Pavlivka s 6 000 vojáky. Útok prolomil ukrajinskou obranu a ruské jednotky společně s jednotkami DLR vstoupily do jihovýchodní části Pavlivky. Ukrajinský generální štáb se ve svých obvyklých hlášeních o útoku na Pavlivku nezmínil, což naznačovalo ruskou přítomnost ve městě nebo jeho okolí.
Ke 14. listopadu si ruské ministerstvo obrany nárokovalo znovudobytí Pavlivky. Ruské síly během bojů také nasadily těžký samohybný minomet 2S4 Tulpan, který je se svou ráží 240 mm největším používaným minometem na světě.

### 24. ledna – 15. února 2023
Zatím největší útok na Vuhledar začal 24. ledna 2023. Podle válečného zpravodaje Andrije Rudenka ukrajinské jednotky opustily první obrannou linii a stáhly se do města. Ruské síly získaly oporu na východní části města, ale dále se jim postoupit nepodařilo. Dne 26. ledna se ukrajinským jednotkám podařilo odrazit ruské útoky v západní části města.
Dne 27. ledna ruské síly bombardovaly Vuhledar termobarickou municí pomocí raketometu TOS-1.
V následujících dnech utrpěly ruské síly údajně těžké ztráty, přičemž největší ztráty zaznamenala 155. námořní pěší brigáda. Britská rozvědka 31. ledna uvedla, že ruské síly při dobývání Vuhledaru už pravděpodobně neudělají žádný další pokrok. Začátkem února se z Vuhledaru objevila videa, která údajně ukazovala zničenou ruskou techniku poblíž města. Při ruském útoku okolo 6. února bylo ukrajinským dělostřelectvem údajně vyřazeno na 30 kusů těžké techniky. Za několik dní byla zahájena další ruská ofenzíva, která skončila také neúspěchem.
Ukrajinská armáda oznámila, že téměř celá ruská 155. námořní pěší brigáda byla zničena a Rusko přišlo o 130 kusů těžké techniky, včetně 36 tanků.
Nicméně ukrajinská strana své ztráty neuvádí a dle amerického listu The New York Times uvedené ruské ztráty nelze nezávisle ověřit.

Tato bitva je považována za největší tankovou bitvu od začátku války.

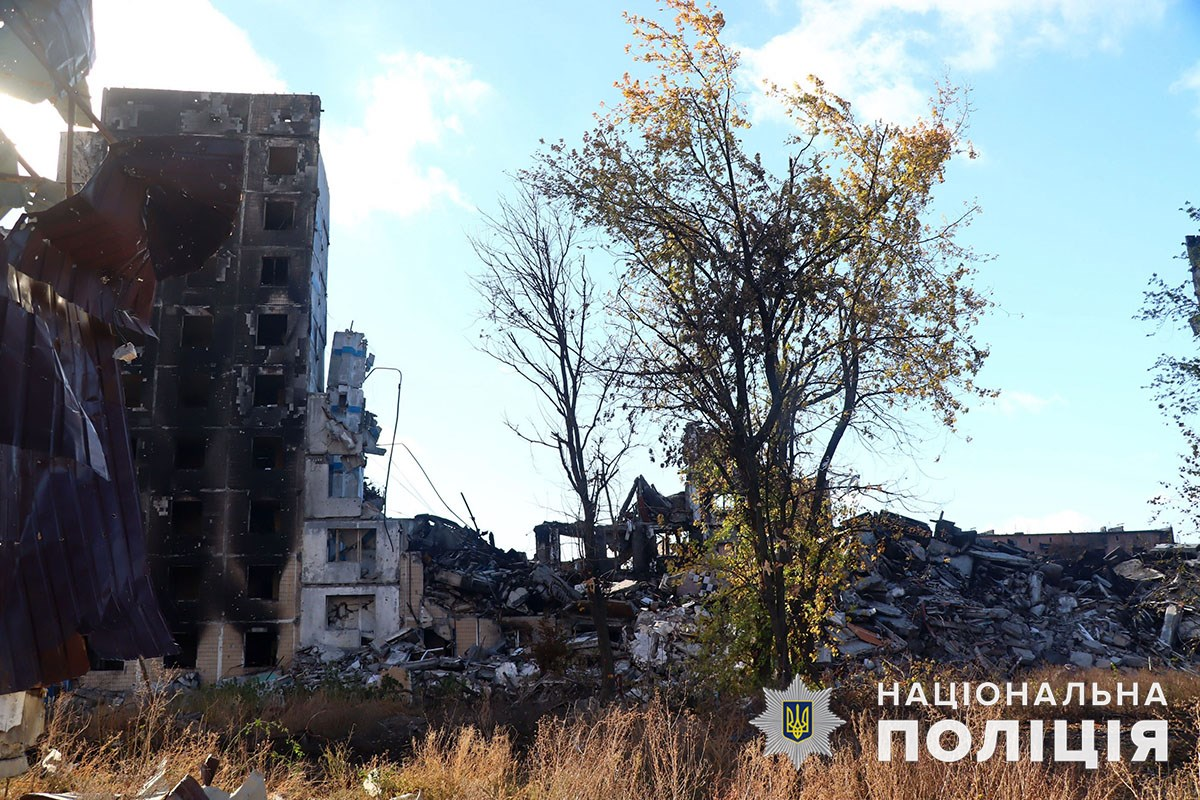
Zničené budovy ve Vuhledaru v říjnu 2023

### Důsledky první bitvy
V únoru roku 2023 uvedl místostarosta Vuhledaru Verbovsky, že ve městě se již nenachází žádná budova, která by nebyla během bojů poškozena. Město během bojů přišlo také o elektrickou energii a tekoucí vodu. Před válkou žilo ve městě zhruba 15 000 obyvatel a během bojů se v něm nacházelo zhruba jen 500 civilistů.
Dne 26. března ruská média informovala, že za selhání ruské armády u Vuhledaru byl z pozice velitele východního vojenského okruhu odvolán generál Rustam Muradov. Tato zpráva sice nebyla oficiálně potvrzena, ale dle ruského analytického kanálu Rybar, byl generál Muradov poslán na dovolenou, která se „téměř rovná rezignaci“. V návaznosti na to ruští blogeři uvedli, že novým velitelem východního vojenského okruhu se stal generálporučík Andrej Kuzmenko.
Dne 3. dubna bylo na Moscow Times oznámeno, že ruský generál zodpovědný za útok na město, Rustam Muradov, byl propuštěn.

## Druhá bitva

### 18. srpna – 1. října 2024
Koncem srpna 2024 Rusko znovu zahájilo útočné operace směrem k Vuhledaru. Ruské zdroje uvedly, že ruské jednotky byly schopny do 1. září obsadit pozice v okolí uhelného dolu č. 1 severovýchodně od města. Do 3. září ruské jednotky dobyly osadu Prechystivka, která se nachází západně od města a východně od města zahájily útok na osadu Vodiane, kterou 8. září dobyly. Ruské jednotky do 15. září krom uhelného dolu č. 1 dobyly také uhelný důl č. 3.
Zástupce velitele 72. mechanizované brigády dle válečných zpravodajů uvedl, že jeho jednotky nemají protivzdušnou obranu a jsou vyčerpané. Do 22. září se hrozba obklíčení pro ukrajinské jednotky umístěné ve městě zvýšila, protože ruské jednotky pokračovaly v postupu na město ze západu, jihu a východu. V následujících dnech ruské letectvo zintenzivnilo bombardování města pomocí klouzavých bomb.
Dle zprávy Institute for the Study of War (ISW, Institut pro studium války) ze 24. září vstoupily ruské jednotky do východní části města. O několik dní později ruské jednotky vstoupily i do západní části města.
Dle webu DeepStateMap.Live ruské jednotky dobyly město Vuhledar 1. října. O den později oznámila stažení z města i ukrajinská armáda.